# Вилайет Басра
Вилайе́т Ба́сра (араб. ولايت بصره‎; вилайет-и Басра) — административно-территориальная единица Османской империи. Столицей вилайета был город Басра, в которой находился постоянный гарнизон от 400 до 500 человек и пристанище османских кораблей. Существовал с 1875 по 1880 год, и вновь с 1884 года, когда он был воссоздан из южных санджаков вилайета Багдад.
Территория состояла из того, что ныне является землями южного Ирака, Кувейта, Катара и Восточной провинции Саудовской Аравии. В начале XX века имел площадь 42690 км², а население по переписи 1885 года — 200 000 человек.